# Karavolas-festival
Het Karavolas-festival (Grieks: Γιορτή του Καράβολα) is een jaarlijks terugkerende folkloristisch festival in het traditionele bergdorpje Lefkes, op het Griekse eilandje Paros. Het wordt sinds de jaren 1990 in de tweede helft van augustus gehouden en is een van de grootste evenementen op het eiland.

## Beschrijving
Gedurende deze eendaagse festival wordt de liefde van de lokale bevolking voor de karavolas - Pariaans voor 'grote slak' - gevierd. Het is door hun liefde voor die karavolas dat de dorpelingen van Lefkes de bijnaam 'Karavolades' dragen.
De traditionele schotels die gedurende de feestelijkheden opgediend worden bevatten de karavolas met knoflooksaus (skordalia), gekookte aardappels, lokale kazen en gebakken kikkererwten, welke geserveerd worden met lokale wijnen. Naast traditionele gastronomie, wordt er tot diep in de nacht op lokale muziek gedanst en gezongen.

## De karavolas-slakken
Wilde Karavolas-slakken zijn actief tijdens de vochtige en regenachtige wintermaanden op het eiland. Gedurende de hete en droge zomermaanden estiveren ze onder de beschutting van stenen muren. Bij de eerste herfstregens komen ze tevoorschijn en planten ze zich voort.
De periode rond Pasen is de beste tijd voor het verzamelen van de Karavoli-slakken, omdat de slakken zich dan vetgemest hebben in anticipatie op de volgende zomerse hitte, wanneer ze estiveren.
Er wordt gevreesd voor het uitsterven van de karavoli en daarom wordt er geëxperimenteerd met de kweek ervan, hoewel dat tot 2017 nog zonder succes was.